# ارنی بات

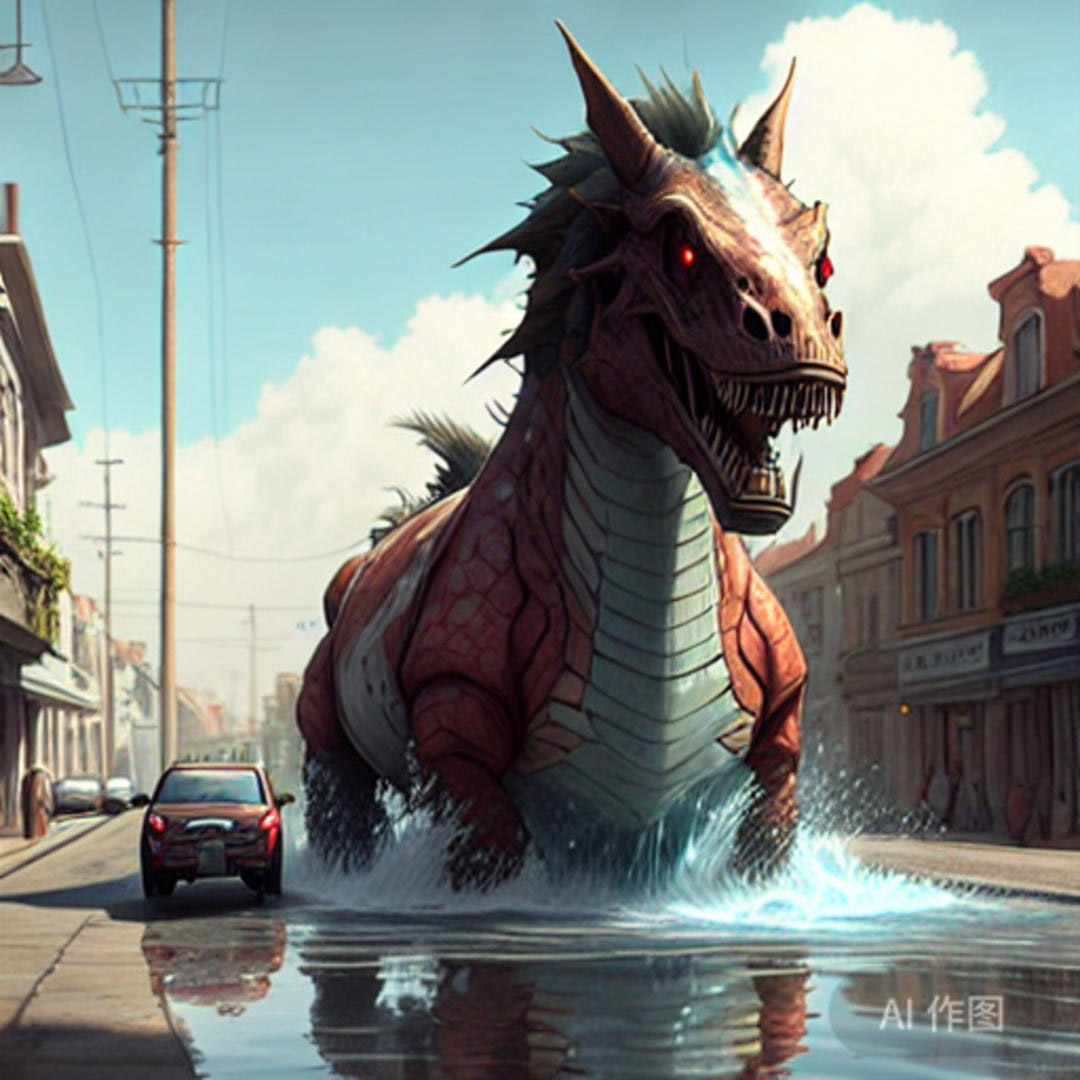
"ترافیک شلوغ"ساخته شده با سه کلمه "ماشین،آب،اژدها"

ارنی بات ( , wénxīn yīyán)، با نام کامل Enhanced Representation through Knowledge Integration , یک محصول خدمات ربات چت هوش مصنوعی ساخت بایدو Baidu است که از سال ۲۰۱۹ در حال توسعه است. اارنی بر اساس یک مدل زبان بزرگ به نام "Ernie 3.0-Titan" است. ارنی در ۱۷ مارس ۲۰۲۳ منتشر شد.
در ۲۰ مارس ۲۰۲۳، بایدو در وی چت رسمی خود اعلام کرد که قرار بود سرویس ابری Wenxin Yiyin در ۲۷ مارس در دسترس باشد، اما راه اندازی تا تاریخ نامعلومی به تعویق افتاد.